# 京都佛立ミュージアム

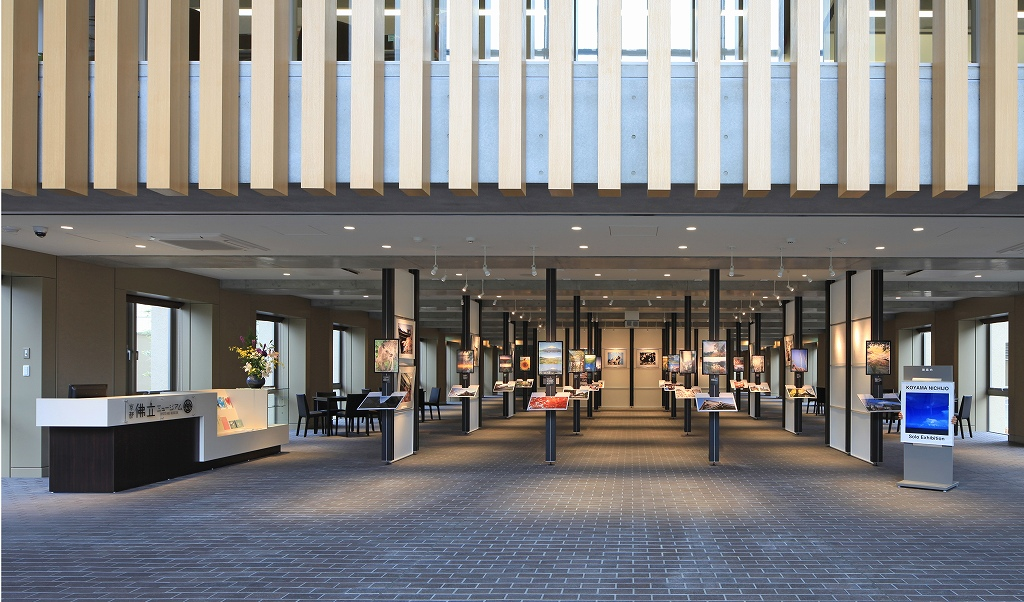
京都佛立ミュージアムの展示イメージ

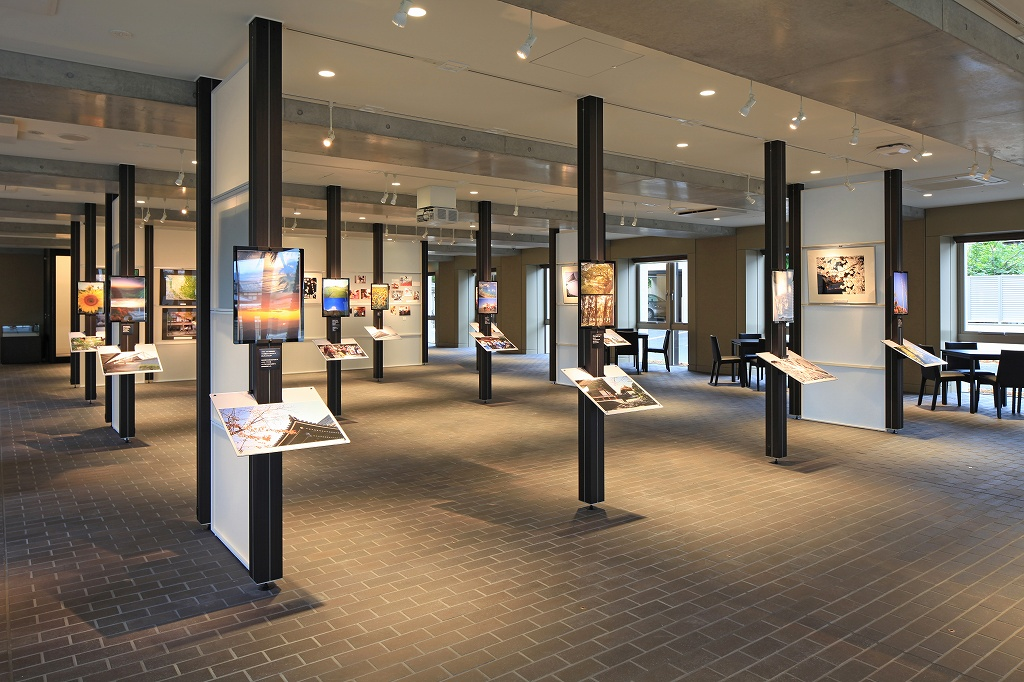
京都佛立ミュージアムの展示イメージ２

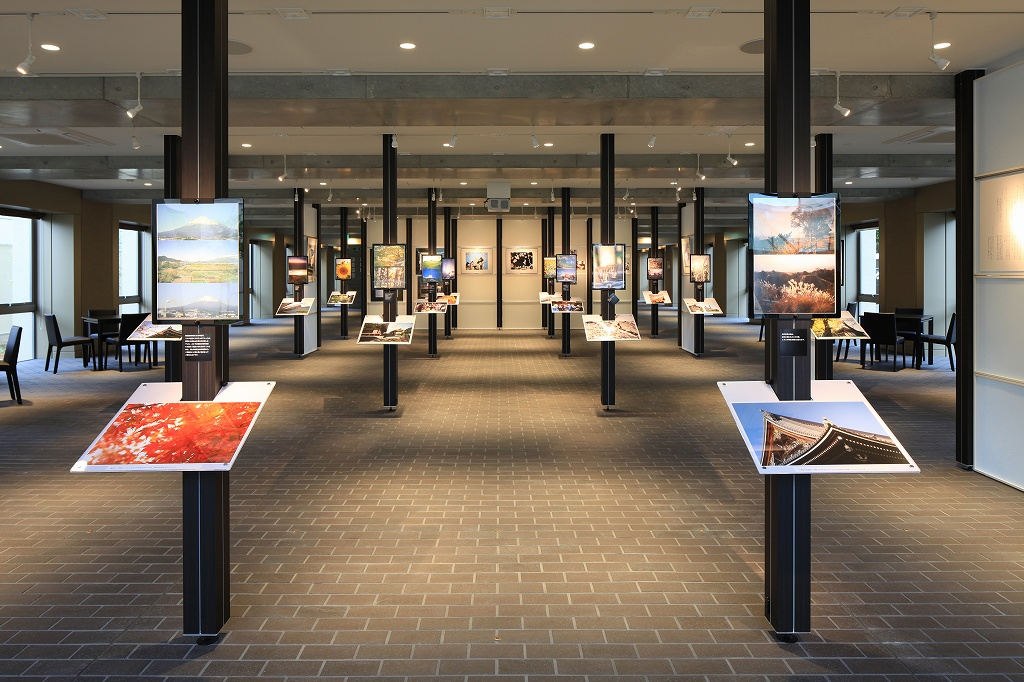
京都佛立ミュージアムの展示イメージ正面

京都佛立ミュージアム（きょうとぶつりゅうミュージアム）は、京都府京都市上京区にある美術館。
日蓮門下京都最古の宥清寺を本山とする本門佛立宗を運営母体とする仏教系ミュージアムである。

## 概要
京都佛立ミュージアムでは、「千年の都 京都の町で 生きた仏教に出会う」をテーマに、「国宝級の仏像や絵画を所有しておらず、京都の古刹に期待するような庭園や伽藍を見ることはできない」と明言し、「躍動する仏教」を紹介するのが基本的な運営方針である。
母体となる本門佛立宗は、幕末の京都で活動した僧侶、長松清風日扇を開祖としている。日蓮を祖師として、その教えを伝える本門法華宗で出家後、形骸化した仏教と一線を画すように当初は在家信徒を中心に本門佛立講を開いた。
清風は、仏教を民衆の手に取り戻し、衆生救済という仏教本来の使命を果たそうとすることで後に「幕末・維新の仏教改革者」と呼ばれるようになる。清風は、現在進行形で生きる人の中で息づくべきものが本来の仏教であるとして活動をおこなっており、そうした意味から「生きた仏教」と謳っている。本門佛立講は、戦後すぐ独立し本門佛立宗となり、現在まで清風の精神を受け継いでおり、京都佛立ミュージアムも「生きた仏教」を体現するミュージアムとして運営を行なっている。
展示では、宗派の教えを展示するのではなく、混迷する現代に光を当てる展覧会の開催をめざし、清風の思想や言葉を遺品とともに伝える常設展示と歴史・文化・時事的なテーマなどを取り上げた企画展示を年数回企画し開催している。
ほかにも21世紀の寺子屋を目指し、生涯学習支援プログラム「テラコヤスコラ」という講座を開講している。「生きるを学ぶ」をコンセプトに「○○×仏教」をテーマにしてさまざまな分野の講師を招き、仏教の視点も加えよりよく生きる知恵を発信している。また、子育て支援プロジェクトを推進しているほか、構内では毎月25日に「ほんもんさんアート市」という手作りを開催し、地域活性化の拠点としてにぎわっている。

## 沿革
- 2010年（平成22年）、本門佛立宗宗務本庁舎屋が耐震性を満たさないことが判明し、同宗議会が改築を検討。
- 2011年（平成23年）、耐震性を確保する建替えを検討中に東日本大震災が発生。被災地の窮状を鑑みて一時、建設中止が訴えられるが、建物を非常緊急時には地域の住民の避難施設になるように配慮し、平時には地域の交流の場として活用でき、仏教の教えやメッセージを伝える施設にするという構想でまとまり建設されることとなった。京町家の格子戸をモチーフにデザイン。1階がミュージアム、2階、3階以上が同宗の宗務本庁事務庁舎や会議室。
- 2012年（平成24年）7月6日、京都佛立ミュージアム開館。初代館長に長谷川日尭（本門佛立宗清流寺住職、佛立教育専門学校校長）が就任。
- 2012年（平成24年）10月13日、第二代館長に長松清潤（本門佛立宗由緒寺院長松寺・横浜妙深寺住職、長野本晨寺前住職、(財)佛立生活文化研究所代表理事）が就任。
- 2015年（平成27年）12月8日、京都府警上京警察署と同宗が協定を結び、災害発生時、上京警察の事務機能が停止した場合の代替施設とすることを取り交わしている。

## これまでの展示
- 第36弾 ：「『トランクの中の日本～戦争、平和、そして佛教～』」(2025.7.4-2025.12.25)

## 刊行物
- 『坂本龍馬と仏教展図録』
- 『宮沢賢治と法華経展図録』
- 『ブラジルと仏教展図録』
- 『スリランカと仏教展』
- 『トランクの中の日本〜戦争、平和、そして仏教展』
- 『幕末維新の仏教改革者　長松清風展』
- 『維新外伝～日本のアナザーストーリーズ～展示図録』
- 『宮沢賢治と日蓮展　展示図録』
- 『SDGsと仏教展〜アフターコロナへの羅針盤　展示図録』
- 『仏教って何？』
- 『思想としての法華経展　展示図録』
- 「社会福祉と仏教展
- 『杉野宣雄　押し花アート展』
- 『台湾と日本展〜台湾に遺るリップンチェンシン〜』
- 『真説・坂本龍馬展』

## 施設
展示スペースに固定した壁はなく、展示テーマによってレイアウトや形態をフレシキブルに設定し、多様な展示に対応する構造になっている。会議室、談話室などの施設は無料で貸し出しが行なわれている（関連サイト）。
館内には、車椅子用トイレ、オムツ替え台、授乳室が完備されている。
- 企画展示ゾーン　床面積75.08m2／天井高2500mm
- 常設展示ゾーン　床面積48.34m2／天井高2500mm
- 談話室全面　床面積94.72m2／天井高2500mm
- 談話室半面　床面積47.36m2／天井高2500mm
- 会議室　床面積18.63m2／天井高2500mm

## 利用情報

### 所在地
- 京都府京都市上京区御前通一条上る東竪町110

### 開館時間
- 平日 10時〜16時
- 土曜日・日曜日・祝日 10時〜17時

### 観覧料
- 無料

### 休館日
- 月曜日、祝日翌日の火曜日、展示入れ替え期間（月曜日・25日が祝日の場合、火曜日が振替休館）。

### 交通アクセス
【電車・バス】
- JR京都駅より市バス50・101系統
- JR・地下鉄二条駅より市バス55系統
- JR円町駅より203系統
- 地下鉄今出川駅より市バス51・102・203系統
- 京阪出町柳駅より市バス102・203系統
- 京阪三条駅より市バス10系統
- 阪急大宮駅より市バス55系統
- 阪急西院駅より市バス203系統

いずれも「北野天満宮前」下車徒歩2分
- 京福電車白梅町駅より徒歩5分